# رباطيات خلف هدبية
الرباطيات خلف هدبية (الاسم العلمي: Postciliodesmatophora) هي شعيبة من الهدبيات. يتشارك أعضاء هذا الشعيبة أكوامًا من شرائط الأنيبيبات الدقيقة المرتبطة بالجسم الحركي وتسمى الأربطة الخلف هدبية (postciliodesmata).